# Parzanica
Parzanica là một comune của tỉnh Bergamo trong vùng Lombardia của nước Ý, có vị trí cách khoảng 70 km về phía đông bắc của Milano và khoảng 30 km về phía đông của Bergamo. Tại thời điểm ngày 31 tháng 12 năm 2004, đô thị này có dân số 365 người và diện tích là 10,8 km².
Parzanica giáp các đô thị: Fonteno, Marone, Monte Isola, Riva di Solto, Tavernola Bergamasca, Vigolo.